# Stuv, Kungsbacka kommun
Stuv är en småort i Frillesås socken i Kungsbacka kommun, Hallands län. 